# Braz Gonsalves
Braz Gonsalves (* 3. Februar 1934 in Neura)  ist ein indischer Jazzmusiker (Sopran- und Altsaxophon, Klarinette). Er gilt als einer der großen Saxophonisten Indiens und einer der herausragenden Musiker des zeitgenössischen Jazz in Goa.
Gonsalves erhielt seine musikalische Ausbildung zunächst im Kirchenchor und auf der Violine. Er lernte gleichwohl klassische indische Musik, hörte aber auch Aufnahmen von Artie Shaw. Er arbeitete zunächst als Unterhaltungsmusiker, bevor er einer der Pioniere des Indo-Jazzrock wurde und 1970 in Kalkutta das Album Raga Rock einspielte. Die indische Regierung entsandte ihn zu zahlreichen internationalen Jazzfestivals. Unter anderem spielte er mit Charlie Byrd, Eddie Daniels, Sadao Watanabe oder Paul Gonsalves, ebenso aber mit Nusrat Fateh Ali Khan, Zakir Hussain, Trilok Gurtu, Hariprasad Chaurasia, Shankar Mahadevan und Siva Mani. 1980/1981 unternahm er eine Welttournee mit dem Jazz Yatra Sextet um Louis Banks. Als Studiomusiker war er an zahlreichen Aufnahmen von Alben und Soundtracks beteiligt.
Gonsalves wurde mit Digambar-Kamat-Preis für seine Verdienste um die Kultur von Goa ausgezeichnet.

## Diskographische Hinweise
- Braz Gonsalves & Pam Crain & Louis Banks Explorations (EMI)
- Jazz Yatra Sextet: Sangam (mit Louis Banks, Karl Peters, Ranjit Barot, Ramesh Shotham, Rajagopolan, R. A. Ramamani; Eigelstein 1981)